# Рефлексия
Рефле́ксия (тж. рефлекси́я; от позднелат. reflexio «обращение назад») — понятие, охватывающее явления и концепции, относящиеся к обращению разума, духа, души, мышления, сознания, человека (как родового существа или как индивидуума), коллективов на самого себя.
Его содержание существенно менялось на протяжении истории европейской философии и науки. В то время, как связанные с рефлексией интуиции усматриваются уже в классической Греции, систематическое рассмотрение обращения ума (интеллекта) к своим собственным действиям началось у неоплатоников и получило своё развитие в схоластической философии в учении о «вторых интенциях».
В Новое время научному рассмотрению рефлексии положил начало Дж. Локк, полемика которого с Г. В. Лейбницем стимулировала мысль И. Канта, придавшего этому понятию гносеологическую окраску. В XVIII—XIX вв. проблематика рефлексии привлекала в основном представителей немецкой классической философии и других мыслителей рационалистического направления. Эпистемологический разворот анализ рефлексии принял у И. Г. Фихте, а Ф. В. Г. Гегель положил его в основание своей концепции развития духа. Важным для философской критики знания и действия понятием рефлексия остаётся и для марксизма и постмарксистских направлений современной мысли.
В XX в. наряду с продолжением философской разработки рефлексии названными школами философии, феноменологами, экзистенциалистами, к проблемам рефлексии и рефлексивности плодотворно обращаются представители многих областей знания: психологии, экономики, педагогики, филологии, герменевтики, политики и военного дела, естествознания и техники.

## Рефлексия в античной и средневековой европейской мысли
Интуиция рефлексии — способности разума, ума или души обращаться не только на внешние предметы, но и на свои собственные действия — усматривается уже в классической и поздней античной философской мысли.
Так, Аристотель отмечал, что для высшего ума — божественного — справедливо то, что «ум мыслит самого себя, если только он превосходнейшее и его мышление есть мышление о мышлении» (Met. XII, 9 1074b 33–35).
Плотин в Пятой эннеаде специально исследует вопрос о том, возможно ли мышление мышлением себя (V.3.1) и приходит к выводу о том, что «есть нечто мыслящее себя в собственном и первичном смысле [... и]бо душа мыслит себя как относящееся к иному, но Ум мыслит себя как себя: и кто он, и что он, его мышление исходит из его природы и направлено на себя»(V.3.6).
Влияние Плотина и развивавшего его идеи Прокла Диадоха достигло латинского Запада в конце XII в. через арабскую компиляцию IX в. «Liber de causis», долгое время приписывавшуюся Аристотелю. В нем поздние схоласты прочли, что ум, зная что-либо, знает тем самым себя и свою сущность (13) и «полностью возвращается к своей сущности» (15).
В томизме, относящемся к реалистическим направлениям средневековой европейской философии, положения об обращении ума к собственным действиям как условии познания истины стали частью учения о вторых интенциях.

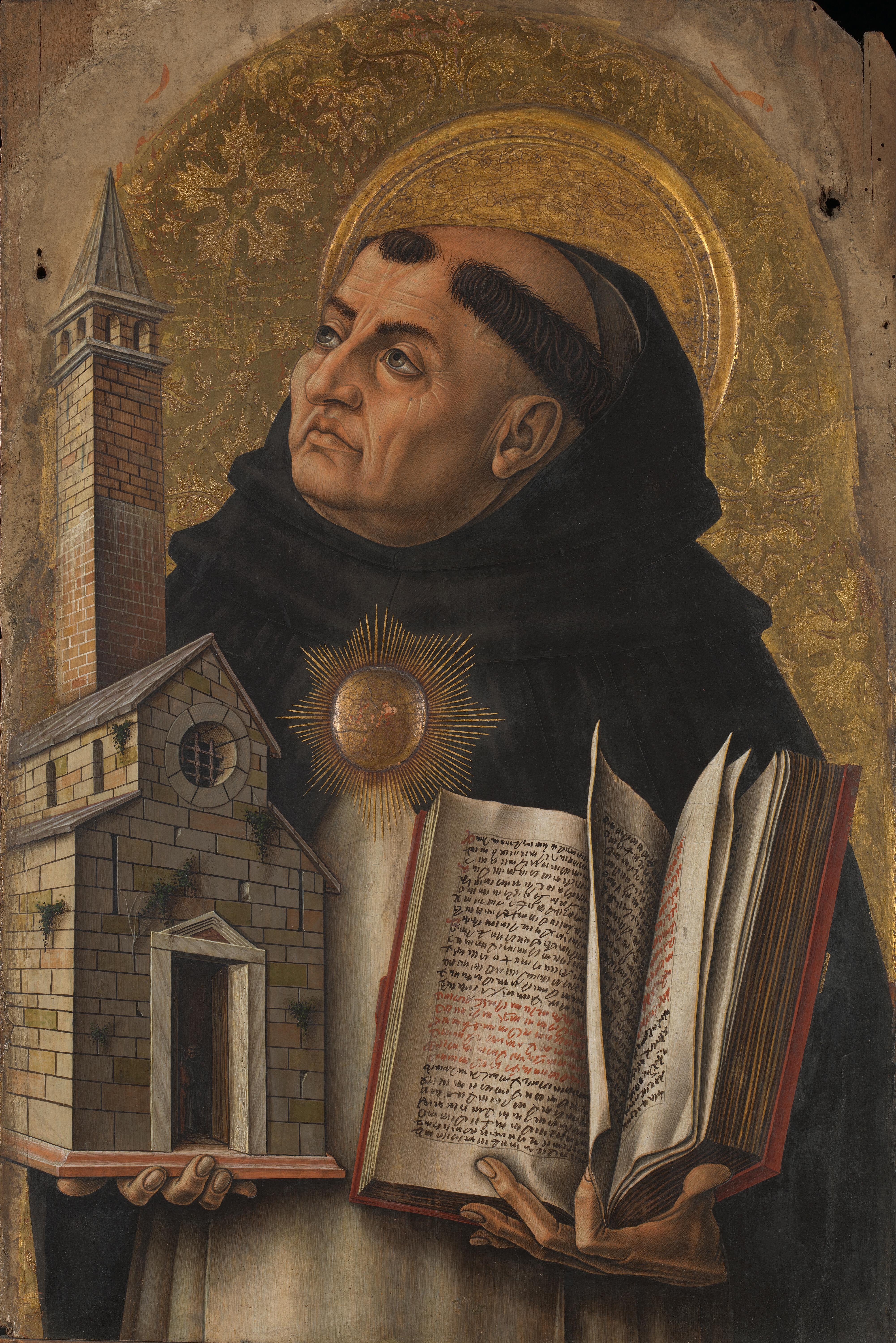
Фома Аквинский

Познаётся же истина интеллектом согласно тому, что интеллект обращается к своим действиям, и не только согласно тому, что он познаёт сами свои действия, но и согласно тому, что он познаёт их пропорцию к вещи, которая может быть познана, только если познана природа самого действия, которая [в свою очередь] может быть познана, только если познаётся природа действующего основания, каковое есть сам интеллект, в природе которого — сообразовываться с вещами. Поэтому интеллект познаёт истину согласно тому, что обращается к самому себе.
Оригинальный текст (лат.)Cognoscitur autem ab intellectu secundum quod intellectus reflectitur supra actum suum, non solum secundum quod cognoscit actum suum, sed secundum quod cognoscit proportionem eius ad rem: quae quidem cognosci non potest nisi cognita natura ipsius actus; quae cognosci non potest, nisi natura principii activi cognoscatur, quod est ipse intellectus, in cuius natura est ut rebus conformetur; unde secundum hoc cognoscit veritatem intellectus quod supra seipsum reflectitur.
— Фома Аквинский
В учениях схоластов современными исследователями различаются рефлексия психологическая (спонтанная), выступающая основой для других видов рефлексии, эпистемологическая, дающая знание обладания истиной и порождающая достоверность, и логическая, «отличающаяся от психологической в том, что вторичные объекты понимания, с которыми имеет дело логика, суть не акты, разумные существа — и понятия так как они существуют в знающем, — которые изучает психология, а вторичные интенции, связанные со способом понимания».

## Рефлексия в европейской мысли Нового времени
В философию Нового времени и нарождавшуюся научную психологию понятие рефлексии в явном виде было введено английскими и голландскими просветителями XVII—XVIII вв., что нашло выражение прежде всего в трудах Дж. Локка: его трактате «Опыт о человеческом разумении» (1689) и последовавшей полемике с Г. В. Лейбницем.

### Эмпиризм, сенсуализм и позитивизм
Под рефлексией … я подразумеваю то наблюдение, которому ум подвергает свою деятельность и способы её проявления, вследствие чего в разуме возникают идеи этой деятельности.
Дж. Локк

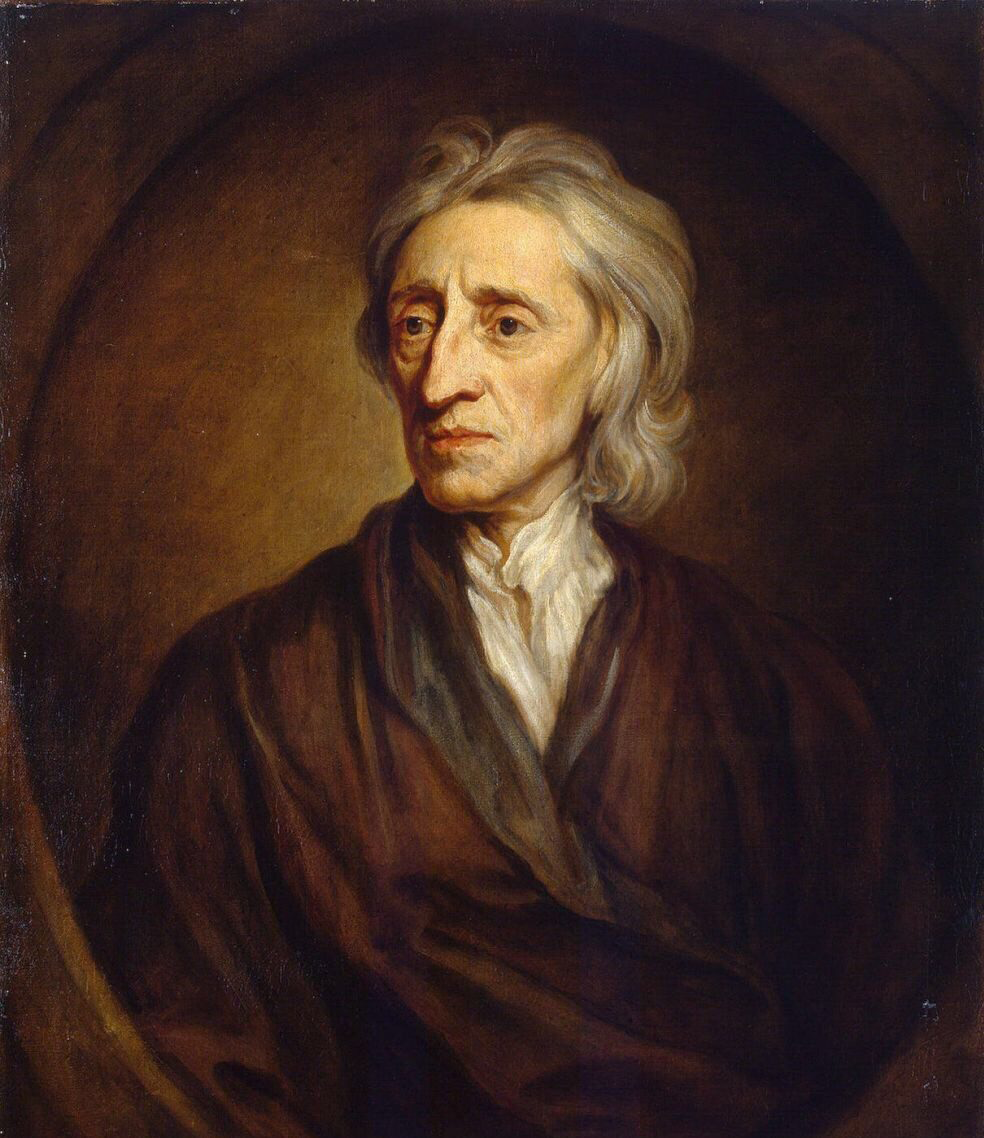
Джон Локк

По Локку, занятому вопросом о происхождении знания, рефлексия, или внутренний опыт, есть один из двух (наряду с чувственным опытом) источников такового. Само же знание Локк помещает в индивидуальный человеческий ум (англ. mind), что и рефлексию, наряду с чувственным (внешним) опытом, сознанием и пр., делает способностью, присущей отдельному человеческому существу.
Предложенная Локком конструкция индивидуального ума подвергалась критике по разнообразным основаниям. Э. Б. де Кондильяк, в ранних трудах принимавший концепцию Локка, в  «Трактате об ощущениях» (1754) отказывает рефлексии в статусе особого источника знаний и ставит «внутреннее чувство» в ряд прочих ощущений
. Эта позиция в той или иной мере принималась сенсуализмом, психологизмом (Ф. Э. Бенеке, Ф. Бутервеком, Я. Фризом) и спиритуализмом (М. де Бираном и его последователями), последующих веков, развивших, тем не менее, своеобразное учение о «внутреннем опыте».
Более радикально представления о специфике «внутреннего опыта» оспаривались многими позитивистами, прежде всего, О. Контом (хотя Дж. С. Милль и Г. Спенсер в этом с ним расходились), и затем представителями т. н. второго позитивизма (эмпириокритицизма, эмпириомонизма) — Э. Махом, Р. Авенариусом, А. А. Богдановым, а также прагматизма (прежде всего У. Джеймсом) — отстаивавшими тезис о единстве опыта и условности деления его на «внешний» и «внутренний». По младшим позитивистам, последнее происходит вследствие неправомерной операции интроекции — помещения восприятий внутрь воспринимающего субъекта.

### Рационализм и классический идеализм
В противоположном направлении шла критика представлений Локка философским рационализмом с XVIII в.
Г. В. Лейбниц заметил, что помещение рефлексии в конечного эмпирического субъекта невозможно. Из этого Лейбниц, во-первых, делает вывод о наличии «в душе изменений, которые происходят без сознания и рефлексии», а во-вторых, эмансипирует рефлексию от восприятия, ощущения и чувств эмпирического субъекта как самостоятельный акт мысли и чистую способность монад к апперцепции.
Дальнейшая разработка понятия рефлексии в конце XVIII—начале XIX в. велась, в основном, представителями классической немецкой философии. Для И. Канта, поставившего основной гносеологический вопрос («Что я могу знать?»), важно различать логическую рефлексию — сравнение представлений друг с другом — и рефлексию трансцендентальную, которая «содержит основание возможности объективного сравнения представлений друг с другом».

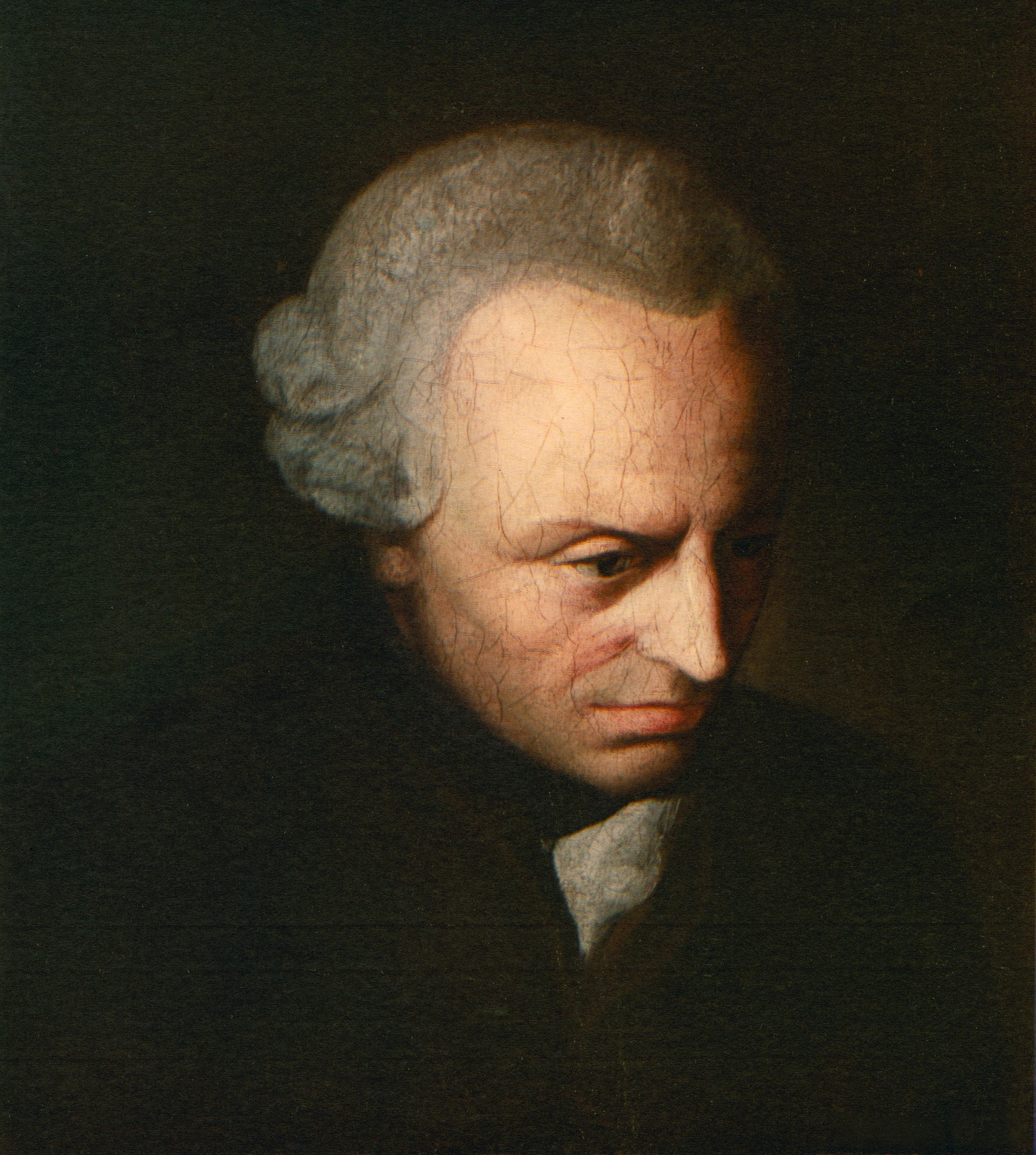
Иммануил Кант

Действие, которым я связываю сравнение представлений вообще с познавательной способностью, производящей его, и которым я распознаю, сравниваются ли представления друг с другом как принадлежащие к чистому рассудку или к чувственному созерцанию, я называю трансцендентальной рефлексией.
— Иммануил Кант
Кант также выделял рефлекcивные понятия — тождества и различия, согласия и противоречия, внутреннего и внешнего, материи и формы — образующие в логической рефлексии пары, связанные взаимно рефлексивным отношением. Знание, ограниченное лишь рефлексивными понятиями, рассудочно, не свободно от двусмысленностей и подлежит критике трансцендентальной рефлексии, связывающей понятия с априорными формами чувственности и рассудка, прежде чем эти понятия смогут конституировать объект науки.
В противоположность и в дополнение кантовской гносеологической перспективе И. Г. Фихте поставил рассмотрение рефлексии в контекст эпистемологии («наукоучения», Wissenschaftslehre). Критикуя принципы «идеалистического индивидуализма», Фихте приходит к понятию рефлексии как «знания знания» и связывает рефлексию со свободой — тема, получившая развитие в философии XX в.

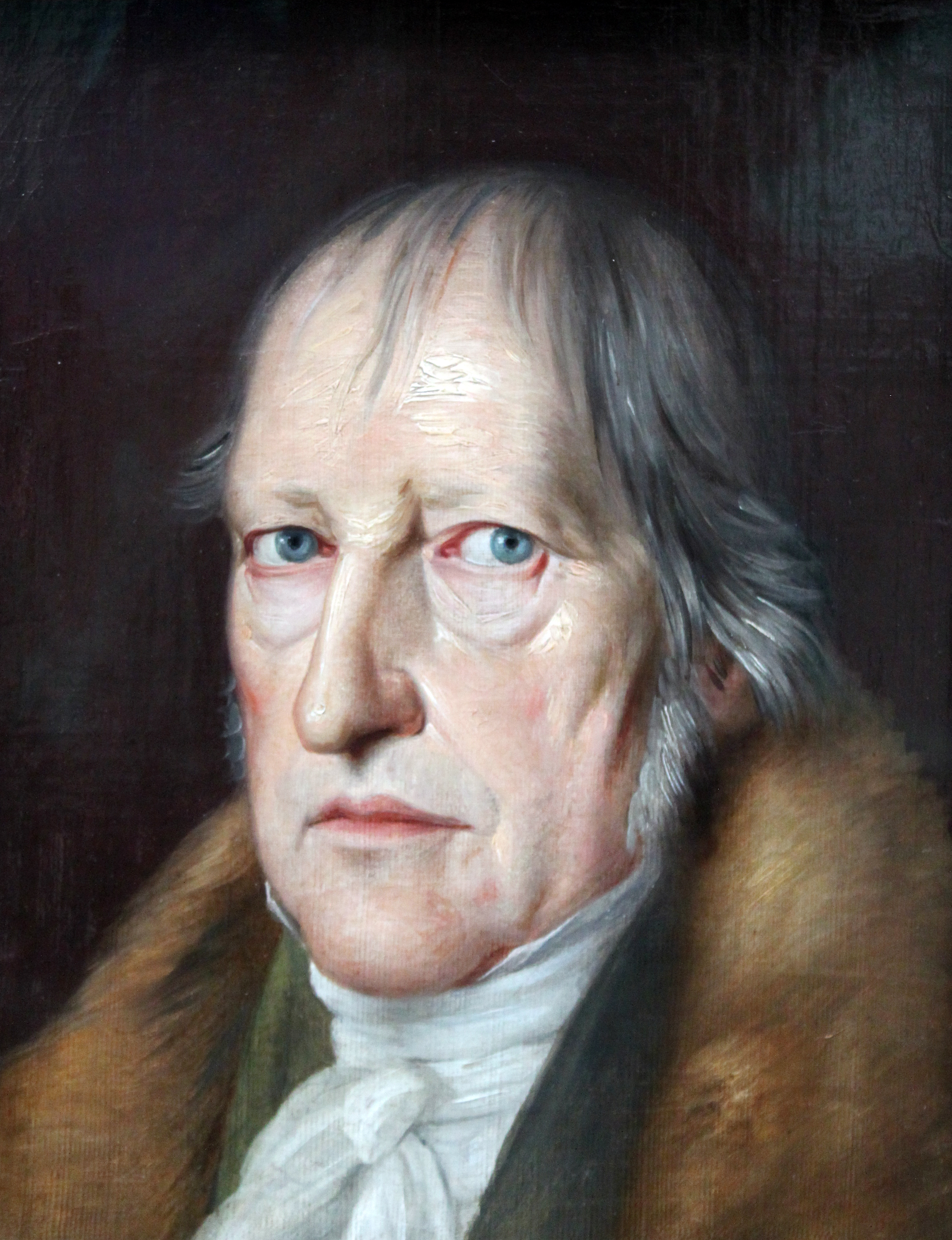
Георг Вильгельм Фридрих Гегель

Рефлексия есть прежде всего движение мысли, выходящее за пределы изолированной определенности и приводящее ее в отношение и связь с другими определенностями так, что определенности хотя и полагаются в некоторой связи, но сохраняют свою прежнюю изолированную значимость.
— Ф. В. Гегель
У Ф. В. Г. Гегеля рефлексия выступает как движущая сила и форма развития объективного духа. В то же время Гегель критикует рассудочную рефлексию (признавая ее необходимым моментом познания), выявляя ее ограниченность и неспособность выявить единство абстрактных понятий. Гегель различает полагающую, внешнюю (сравнивающую) и определяющую (различающую) рефлексию. «[П]о Гегелю, действительным субъектом [рефлексии] становится понятие».

### Марксизм
Марксизм подхватил гегелевскую критику рассудочной рефлексии, противопоставляющей себя практике, как способа обоснования метафизической, рассудочной философии и связал ее c отчуждением, показав место рассудочно рефлектирующего философа в системе общественного разделения труда.
"Для Гегеля, — писал Маркс в Послесловии ко второму изданию первого тома "Капитала", — процесс мышления, который он превращает даже под именем идеи в самостоятельный субъект, есть демиург действительного, которое составляет лишь его внешнее проявление. У меня же, наоборот, идеальное есть не что иное, как материальное, пересаженное в человеческую голову и преобразованное в ней".
Мышление, говорят марксисты, отражает, но не творит объективную реальность.

## Современные исследования рефлексии
Современные (XX—XXI вв.) исследования рефлексии и рефлексивности характеризуются интересом к этому кругу феноменов и проблем не только со стороны философов и психологов, но также экономистов, социологов, антропологов и представителей других областей гуманитарной и общественной мысли, естествознания и техники.

### Рефлексивность в общественных науках
В XX в. ряд общественных наук и направлений в них, не всегда по методологическим основаниям опиравшийся на философский рационализм, в основном занимавшийся рефлексией в предшествующие века, приступил к рассмотрению круга явлений из разных областей практики, так или иначе связанных с рефлексивностью, и поставил проблемы, так или иначе связанные с невозможностью применить категорию строгой (классической) причинности в отношении систем, где знания и мнения о системе могут влиять на действия людей, групп и коллективов, являющиеся ее частью.

Если ситуации определяются людьми как реальные, они реальны по своим последствиям.
Оригинальный текст (англ.)If men define situations as real, they are real in their consequences.
— Уильям Айзек и Дороти Томасы
В социологии — это способность деятелей понимать социальные силы, свое место в социальной структуре и вытекающие из этого ограничения; влияния самого факта исследования или наблюдения за социальной системой на поведение ее участников (т. н хоторнский эффект, обнаруженный еще в 1920-е—30-е гг.); а также возможность применять социологические теории к собственно общественным наукам как сообществам ученых и их коллективов. Ряд мыслителей (таких как Э. Гидденс в своей теории структурации и в особенности П. Бурдьё, предложивший концепцию рефлексивной социологии и определявший рефлексию как «вопрошание к трем типам ограничений (общественного положения, области и научной точки зрения), конституирующее знание как таковое») отнесся к рефлексивности не только как к вызову, но и как к конструктивной гипотезе.
В экономике — это такие явления, как влияние ожиданий участников рынка на рыночную конъюнктуру, в определенных ситуациях становящееся определяющим (см. Самоисполняющееся пророчество; а в более широком контексте см. Теорема Томаса). Дж. Сорос высказал гипотезу о влиянии рефлексивности рынков не только на технические факторы, но и на фундаментальные.
В позитивистской эпистемологии и социологии науки вопрос о предсказательной силе теорий и влиянии предсказаний на предсказываемые события был поставлен в 1940-х—50-х гг. К. Поппером сперва применительно к истории, политической экономии и политической философии, но затем и применительно к некоторым отраслям естествознания, таким как биология (см. тж.).
Формализацию рефлексивности в виде алгебраических многочленов предложил в 1960-х гг. В. А. Лефевр, один из зачинателей «рефлексивного движения» в СССР, продолживший с середины 1970-х гг. карьеру в США, прилагая эту теорию к самому широкому кругу явлений, от музыки до этических различий сообществ и глобальных конфликтов и до космологии.
В педагогике и исследованиях организаций в 1970-е гг. интерес к рефлексии и рефлекcивности возник в англоязычных странах, прежде всего в контексте проблем непрерывного образования и организационного обучения и трудам американского философа и педагога Доналда Шёна, опиравшегося прежде всего на традицию американского прагматизма. Этот интерес породил своеобразное движение, известное как «рефлекcивная практика» или «рефлекcивное обучение».

### «Рефлексивное движение» в СССР и России
«В [19]50-е и 60-е гг. в [советской] философской литературе категория „рефлексия“ трактовалась как чуждая марксистской теории познания ... негативное отношение к этой категории было одним из симптомов догматизма». Исследования рефлексии возобновились в 1960-х гг. как обширное мультидисциплинарное поле, объединившее философов, методологов и ученых, работающих в разных областях знания.
В Московском методологическом кружке (ММК) в 1960-х гг. была поставлена задача «системно-структурного моделирования, теоретического описания и эмпирического анализа рефлексии в рамках соответствующих научных предметов» с учетом философских представлений, связывающих ее «с процессами производства новых смыслов, ... с процессами объективации смыслов в виде знаний, предметов и объектов деятельности и ... со специфическим функционированием этих знаний, предметов изучения и объектов в „практической деятельности“».
Рефлексия в ММК была понята прежде всего как «особая кооперация и связь актов действия, речи-коммуникации или мышления, в которых одни акты становятся содержанием других». В рамках разработки Общей теории деятельности были построены понятия рефлекcивного выхода из сложившейся системы деятельности, рефлекcивного заимствования средств рефлектирующей позиции в системе деятельности рефлектируемой позицией и рефлективного подъема средств рефлектируемой позиции в рефлектирующую; зафиксирован основной парадокс теоретико-деятельностного понятия о рефлексии — невозможность представить рефлексивную связь как кооперативную; различена смысловая и предметная рефлексия.

Объединение рефлектируемой и рефлектирующей позиций может проводиться либо на уровне сознания — случай, который более всего обсуждался в философии, — либо на уровне логически нормированного знания. В обоих случаях объединение может производиться либо на основе средств рефлектируемой позиции — в этих случаях говорят о заимствовании и заимствованной позиции... либо же на основе специфических средств рефлектирующей позиции — тогда мы говорим о рефлексивном подъёме рефлектируемой позиции.
— Г. П. Щедровицкий
Теоретико-деятельностные понятия, связанные с рефлексией, вырабатывались в жесткой полемике прежде всего с В. А. Лефевром, также бывшим одним из участников ММК, но понимавшим рефлексию прежде всего как образ системы деятельности на «табло сознания» деятеля, вводившим для ее описания алгебраические формы особого вида — «рефлексивные многочлены» и понятие «рефлексивного управления». Эта линия исследований рефлексии была приостановлена в СССР с отъездом в 1974 г. Лефевра из страны, но возобновилась в постсоветское время.

Рефлексия в ее традиционном философско-психологическом понимании — это способность встать в позицию «наблюдателя», «исследователя» или «контролера» по отношению к своему телу, своим действиям, своим мыслям. Мы ... будем считать, что рефлексия — это также способность встать в позицию исследователя по отношению к другому ... его действиям и мыслям.
— В. А. Лефевр
В СССР «к концу [19]70-х гг. ... [п]роблематика рефлексии начала прорабатываться в различных предметных областях по преимуществу с использованием комплекса идей, разработанных в ММК ... Начали возникать „дочерние“, связанные с ММК направления исследования рефлексии, для которых была характерна переработка комплекса исходных идей в рамках предметно-дисциплинарных парадигм. ... Новый стимул к развитию ... получила академическая (философская) традиция ... особенно в связи с быстро разворачивающимся фронтом исследований по науковедению и методологии науки». При этом эти исследования имели «сравнительно узкий выход на практику». Ко второй половине 1980-х гг. рефлексия «становится общепризнанной и как понятие, и даже как категория».
В самом ММК к началу 1980-х гг. рефлексия была переосмыслена как один из процессов в мыследеятельности (МД), наряду с пониманием связывающих основные пояса МД: чистое мышление, мысль—коммуникацию и мыследействование. Мыследеятельностное понятие рефлексии (рефлексивного перехода) нашло свои приложения в практике проведения организационно-деятельностных игр и ряде предметных исследований, включая исследования понимания в Тверской и Пятигорской герменевтических школах.
Во второй половине 1980-х гг. междисциплинарные конференции по рефлексивной тематике с представительным участием проводились в Новосибирске; рефлексия стала одной из ключевых тем Тверских герменевтических конференций (с 1990 г.), также с участием представителей самых разных дисциплин, и Пятигорских всесоюзных (позднее всероссийских) научных совещаний по герменевтике (также с 1990 г.). Сам термин становится «модным»; в связи с этим говорят о рефлексивном движении в отечественной гуманитарной, социальной и технической мысли.
С деятельностью ММК связывается также и «возобновление исследовательского интереса к рефлексии в отечественной психологии», который, впрочем, полностью не угасал и в догматический период отечественной гуманитарной мысли (1920-е–50-е гг.). А. В. Карпов и  И. М. Скитяева особо отмечают заслугу в этом таких российских психологов, как П. П. Блонский, Л. С. Выготский, С. В. Кравков.

### Рефлексия в психологии

#### Определения рефлексии
Рефлексия является предметом изучения и орудием, применяемым в разных сферах человеческого знания и его использования: философии, науковедении, психологии, акмеологии, управлении, педагогике, эргономике, конфликтологии и др.
В качестве одного из определений рефлексии может быть рассмотрено следующее: рефлексия есть мысль, направленная на мысль (или направленная на саму себя).  Одна из возможностей для появления рефлексии обнаруживается при возникновении непреодолимых затруднений в функционировании практики, в результате которых не выполняется практическая норма. Рефлексия, в таком случае — это выход практики за пределы себя самой, и в этом смысле она может рассматриваться как инобытие практики, а именно как процедура, осуществляющая снятие практического затруднения. Соответственно, рефлексия может вести к развитию и обновлению практики, и значит, она может рассматриваться не только как мысль, направленная на себя. В этом смысле рефлексия производна от практики.
В психологии творчества и творческого мышления рефлексия трактуется как процесс осмысления и переосмысления субъектом стереотипов опыта, что является необходимой предпосылкой для возникновения инноваций. В этом контексте принято говорить о рефлексивно-инновационном процессе, рефлексивно-творческих способностях (И. Н. Семёнов, С. Ю. Степанов), а также выделять разные формы рефлексии (индивидуальная и коллективная) и типы (интеллектуальная, личностная, коммуникативная, кооперативная).
Введение рефлексии в контекст психологического исследования и рассмотрение её с точки зрения личностно-смысловой динамики позволило таким исследователям, как С. Ю. Степанов и И. Н. Семёнов, разработать концептуальную модель рефлексивно-инновационного процесса, а также методику его изучения путём содержательно-смыслового анализа дискурсивного (речевого) мышления индивидуума и группы в процессе решения ими творческих задач. Использование этой методики для эмпирического изучения развёртывания рефлексии в процессе индивидуального решения малых творческих задач (т. н. «задач на соображение») привело к выделению разных видов рефлексии: в интеллектуальном плане — экстенсивной, интенсивной и конструктивной; в личностном плане — ситуативной, ретроспективной и проспективной.
Рассмотрение взаимосвязи между рефлексией, творчеством и индивидуальностью человека позволяет, по мнению Е. П. Варламовой и С. Ю. Степанова, подойти к изучению проблемы творческой уникальности личности и роли рефлексии в её развитии.
У такого классика философской мысли, как Э. Гуссерль, как отмечает А. В. Россохин, рефлексия оказывается «способом видения», включённым при этом в сам метод описания, и, кроме того, она трансформируется в зависимости от объекта, на который направлена (например, рефлексия фантазии сама должна быть фантазией, рефлексия воспоминания — воспоминанием).

#### Подходы к пониманию рефлексии и её аспекты
Традиционно (по крайней мере для отечественной психологии, в частности, начиная с работ И. Н. Семёнова и С. Ю. Степанова) выделяются 4 подхода к изучению рефлексии (или другими словами — 4 аспекта изучения рефлексии):
- кооперативный (Емельянов Е.Н., Карпов А. В., Лепский В. Е., Лефевр В. А., Щедровицкий Г. П., и др.). Рассматривается при анализе субъект-субъектных видов деятельности, а также при проектировании коллективной деятельности с учётом необходимости координации профессиональных позиций и групповых ролей субъектов, а также кооперации их совместных действий.
- коммуникативный (социально-психологический) (Андреева Г. М., Бодалёв А. А., и др.). Рефлексия рассматривается как существенная составляющая развитого общения и межличностного восприятия, как специфическое качество познания человека человеком.
- когнитивный или интеллектуальный (Брушлинский А. В., Корнилова Т. В., Кулюткин Ю. Н., Матюшкин А. М., Семёнов И. Н., и др.). Понимание рефлексии, как умения субъекта выделять, анализировать и соотносить с предметной ситуацией собственные действия, а также рассмотрение рефлексии в связи с изучением механизмов мышления, прежде всего — теоретического.
- личностный (общепсихологический) (Аллахвердов В. М., Василюк Ф. Е., Гуткина Н. И., Знаков В. В., Леонтьев Д. А., Петренко В. Ф., Петровский В. А., Семёнов И. Н., Степанов С. Ю., Шаров А. С., и др.). Построение новых образов себя, своего «я», в результате общения с другими людьми и активной деятельности, а также выработка новых знаний о мире.

Личностная рефлексия в традиционном понимании — это психологический механизм изменения индивидуального сознания.
Согласно А. В. Россохину, личностная рефлексия — это «активный субъектный процесс порождения смыслов, основанный на уникальной способности личности к осознанию бессознательного (рефлексия нерефлексивного) — внутренней работе, приводящей к качественным изменениям ценностно-смысловых образований, формированию новых стратегий и способов внутреннего диалога, интеграции личности в новое, более целостное состояние».

#### Виды рефлексии
В зависимости от функций, которые выполняются рефлексией в различных ситуациях, А. В. Карпов и некоторые другие её исследователи, например, А. С. Шаров, выделяют следующие её виды:
- Ситуативная рефлексия — выступает в виде «мотивировок» и «самооценок», обеспечивающих непосредственную включённость субъекта в ситуацию, осмысление её элементов, анализ происходящего. Включает в себя способность субъекта соотносить с предметной ситуацией собственные действия, а также координировать и контролировать элементы деятельности в соответствии с меняющимися условиями.
- Ретроспективная рефлексия — служит для анализа уже выполненной деятельности и событий, имевших место в прошлом.
- Проспективная рефлексия — включает в себя размышления о предстоящей деятельности, представление о ходе деятельности, планирование, выбор наиболее эффективных способов её осуществления, а также прогнозирование возможных её результатов.

#### Психологические характеристики рефлексии
- Способность рефлексии изменять содержание сознания.
- Способность рефлексии изменять структуры сознания (согласно А. В. Россохину)[49].

## Интересные факты
- Согласно Пьер Тейяру де Шардену, рефлексия — это то, что отличает человека от зверей, благодаря ей человек может не просто знать нечто, но ещё и знать о своём знании.
- Согласно Эрнсту Кассиреру, рефлексия заключается в «способности выделять из всего нерасчленённого потока чувственных феноменов некоторые устойчивые элементы, чтобы, изолировав их, сосредоточить на них внимание»[51].
- Одним из первых в психологии рассмотрением рефлексии занялся Адольф Буземан[нем.], который трактовал её как «всякое перенесение переживания с внешнего мира на самого себя»[52].

В психологических исследованиях рефлексия выступает двояко:
- как способ осознания исследователем оснований и результатов исследования;
- как базовое свойство субъекта, благодаря которому становится возможным осознание и регуляция своей практичности.

### Общее понимание
Рефлексия, в одной из наиболее современных её трактовок, может рассматриваться как связанная с процессом развития чего-либо (в частности, практики, деятельности, мышления, сознания и др.) и участвующая в этом процессе посредством снятия затруднений в его функционировании.
В обиходном, а также в некоторых психологических контекстах рефлексией называют всякое размышление человека, направленное на рассмотрение и анализ самого себя и собственной активности (своеобразный самоанализ), например, собственных состояний, поступков и прошедших событий. При этом глубина такой рефлексии связана, в частности, с заинтересованностью человека в этом процессе, способностью его внимания замечать что-то в большей, а что-то — в меньшей степени, на что может влиять степень его образованности, развитость моральных качеств и представлений о нравственности, уровень его самоконтроля и многое другое. Считается, что представители различных социальных и профессиональных групп различаются в использовании рефлексии. Рефлексия, в одной из версий, может быть рассмотрена как разговор, своеобразный диалог с самим собой. Рефлексия также обычно рассматривается в связи со способностью человека к саморазвитию, и с самим этим процессом.
На рефлексии построены также некоторые специализированные модели в военном деле (см. Тактика, Стратегия, Стратагемы).